# Plexauridae
Plexauridae Gray, 1859 è una famiglia di ottocoralli dell'ordine Alcyonacea.

## Descrizione
La famiglia comprende gorgonie coloniali dal caratteristico aspetto arborescente, che si distinguono per la presenza nello scheletro assile di un ampio nucleo centrale cavo contornato da gorgonina; i polipi sono retrattili.

## Distribuzione e habitat
La famiglia ha una distribuzione cosmopolita.

## Tassonomia
Comprende i seguenti generi
- Acanthacis Deichmann, 1936
- Acanthomuricea Hentschel, 1903
- Acis Duchassaing & Michelotti, 1860
- Alaskagorgia Sánchez & Cairns, 2004
- Anthomuricea Studer, 1887
- Anthoplexaura Kükenthal, 1908
- Astrogorgia Verrill, 1868
- Astromuricea Germanos, 1895
- Bayergorgia Williams & Lopez-Gonzalez, 2005
- Bebryce Philippi, 1841
- Caliacis  Deichmann, 1936
- Chromoplexaura Williams, 2013
- Cryogorgia Williams, 2005
- Dentomuricea Grasshoff, 1977
- Discogorgia Kükenthal, 1919
- Echinogorgia Kölliker, 1865
- Echinomuricea Verrill, 1869
- Elasmogorgia Wright & Studer, 1889
- Eunicea Lamouroux, 1816
- Euplexaura Verrill, 1869
- Heterogorgia Verrill, 1868
- Hypnogorgia Duchassaing & Michelotti, 1864
- Lapidogorgia Grasshoff, 1999
- Lepidomuricea Kükenthal, 1919
- Lytreia Bayer, 1981
- Menacella Gray, 1870
- Menella Gray, 1870
- Mesogligorgia Lopez-Gonzalez, 2007
- Muricea Lamouroux, 1821
- Muriceides Wright & Studer, 1889
- Muriceopsis Aurivillius, 1931
- Paracis Kükenthal, 1919
- Paramuricea Koelliker, 1865
- Paraplexaura Kükenthal, 1909
- Placogorgia Wright & Studer, 1889
- Plexaura Lamouroux, 1812
- Plexaurella Kölliker, 1865
- Plexauroides Wright & Studer
- Plexauropsis Verrill, 1907
- Psammogorgia Verrill, 1868
- Pseudoplexaura Wright & Studer, 1889
- Pseudothesea Kükenthal, 1919
- Scleracis Kükenthal, 1919
- Spinimuricea Grasshoff, 1992
- Swiftia Duchassaing & Michelotti, 1864
- Thesea Duchassaing & Michelotti, 1860
- Trimuricea Gordon, 1926
- Villogorgia Duchassaing & Michelloti, 1862